# Cold Spring Harbor Perspectives in Medicine
Cold Spring Harbor Perspectives in Medicine, abgekürzt Cold Spring Harb. Perspect. Med., ist eine wissenschaftliche Fachzeitschrift, die vom Cold Spring Harbor Laboratory-Verlag veröffentlicht wird. Die Zeitschrift erscheint derzeit zwölfmal im Jahr. Es werden Übersichtsarbeiten veröffentlicht, die sich mit den molekularen und zellulären Grundlagen von Erkrankungen und neuen therapeutischen Strategien beschäftigen.
Der Impact Factor lag im Jahr 2014 bei 9,469. Nach der Statistik des ISI Web of Knowledge wird das Journal mit diesem Impact Factor in der Kategorie experimentelle und forschende Medizin an siebenter Stelle von 123 Zeitschriften geführt.